# Маргарита Померанская
Маргарита Самбирсдоттер Померанская (дат. Margrethe Sambirsdatter; около 1230, Германия — март 1283, Росток) — королева-консорт Дании, жена короля Дании Кристофера I, регент Дании с 1259 по 1264 год в период малолетства её сына Эрика V. Является первой женщиной в истории Дании, чья деятельность как регента официально подтверждена. Дочь Самбора II.

## Биография
Маргарита родилась примерно в 1230 году в семье герцога Померании Самбора II и Мехтильды Мекленбургской .
У неё были датские корни через бабушку и дедушку по материнской линии — Генриха Борвина II, лорда Мекленбурга, и леди Кристины из Скании, которая в свою очередь принадлежала к дому Галенов из Восточной Дании и была связана с домом Хвиде из Зеландии.
Маргарита (тогда ещё относительно редкое в Северной Германии и Польше имя) была названа в честь её скандинавских родичей по материнской линии. Имя Маргарита пришло туда в конце XI века с семьёй короля Швеции Инге I Старшего), предположительно от её тёти, графини Шверинской и её двоюродной бабушки, принцессы Рюгена.

### Королева
В 1248 году она вышла замуж за принца Кристофера, младшего сына короля Дании Вальдемара II и Беренгарии Португальской. В соответствии с тогдашним порядком наследования её муж взошёл на престол Дании в 1252 году. Маргарита была коронована вместе с ним.
Как королева Маргарита участвовала в политике. Во время правления Кристофера случился конфликт между королём и архиепископом Якобом Эрландсеном, который требовал секуляризации церкви с правом на собственную армию. Это привело к его аресту, и Маргарита как регент унаследовала бремя этого конфликта.

### Регент
Её муж умер 29 мая 1259 года, по слухам он был отравлен. Их сын и наследник Эрик V был ребёнком, и Маргарита была назначена регентом до совершеннолетия её сына в 1264 году. Это было беспрецедентно для Дании, поскольку ни одна королева или вдовствующая королева до этого момента не имели формального и официального мандата регента Дании.
Будучи регентом Маргарита столкнулась с неразрешённым конфликтом между короной и архиепископом Якобом Эрландсеном. Она была вынуждена освободить архиепископа, чтобы укрепить свою позицию как регента. Она разрешила конфликт, изгнав архиепископа из королевства: вопрос об автономии церкви от датской короны был разрешён лишь через несколько лет после совершеннолетия её сына. Тем не менее Маргарита продолжала вести переговоры с папой до тех пор, пока этот вопрос не был улажен, и даже после того, как её мандат в качестве регента истёк.
Ей также пришлось столкнуться с необходимостью защитить право сына на престол от претензий сыновей её шурина Абеля, чьи притязания на трон поддерживала вдова Абеля Мехтхильда Гольштейнская. Также на неё была возложена ответственность за четырёх дочерей её другого шурина Эрика IV — Софию, Ингеборгу, Ютту и Агнессу. Она защитила права сына на престол, хотя это и противоречило обычному порядку наследования, при котором трон должен был бы перейти к детям более раннего монарха.
Конфликт с сыновьями Мехтхильды Гольштейнской привёл к войне с графами Гольштейна. После поражения в Лохеде в 1261 году Маргарита вместе со своим сыном, молодым Эриком V, были заключены в тюрьму графом Гольштейна. Вскоре им удалось сбежать с помощью Альберта из Брансуика. Она не смогла помешать брачным союзам вдовы Абеля Мехтхильды с ярлом Биргером и дочерьми Эрика IV Софии и Ингеборги с королями Норвегии и Швеции. Тем не менее она смогла предотвратить аналогичные брачные альянсы оставшихся дочерей Эрика IV — Ютты и Агнессы — заключив их в монастырь Святой Агнессы в Роскилле.
В 1263 году Маргарита написала письмо папе Урбану IV, в котором просила его разрешить женщинам наследовать датский престол, чтобы раз и навсегда предотвратить притязания фракции Абеля на датский престол. Это позволило бы одной из сестёр Эрика стать правящей королевой Дании в случае смерти Эрика V до того, как у него появятся дети  .
Маргарита имела репутацию компетентного и просвещённого регента. Её называли Sprænghest («Взрывная лошадь») и Sorte Grete («Чёрная Грета»), что показывает её как волевую и энергичную личность.

### Дальнейшая жизнь
Маргарита сложила с себя обязанности регента в 1264 году, когда её сын достиг совершеннолетия. Она обзавелась своим собственным двором в личной резиденции Нюкёбинг Слот в Фальстере. Она продолжила участвовать в датской политике и сохранила определённое влияние на государственные дела Дании .
В 1266 году её сын-король сделал её правящей графиней Эстляндии до конца её жизни. Она активно занималась делами Эстляндии из своей резиденции в Дании до самой смерти.
В 1270 году она основала аббатство Святого Креста в Ростоке и пожертвовала ему деньги.
Она умерла в декабре 1282 года и была похоронена в церкви цистерцианского Доберанского монастыря на побережье Балтийского моря в Германии.

## Дети
У Маргариты и Кристофера было трое детей:
- Матильда  (ум. 23 апреля 1299 или 19 ноября 1300), замужем за Альбрехтом III, маркграфом Бранденбурга
- Маргарита (ум. 1306), замужем за Иоганном II, герцогом Гольштейн-Кильским
- Эрик V, король Дании (1249—1286)